# Рикардо Виља
Рикардо Хулио "Рики" Виља (рођен 18. августа 1952) је аргентински тренер фудбала и бивши професионални везни играч.

## Каријера
Виља је рођен у Рокуе Перезу, Буенос Аирес. 1970-их је играо узастопно за Кулмес, Атлетико Тукуман и Расинг. На ФИФА-ином светском купу 1978. године био је члан аргентинске екипе која је победила на турниру и уписао је два наступа као замена у другој рунди такмичења. После га је Кит Буркиншав довео у Тоттенхама Хотспур заједно са Освладом Ардиљесом.
7. фебруара 2008., Виља је заједно са сународником Освладом Ардиљесом примљен у Кућу славних Тоттенхам Хотспурa.

## Трофеји
Тотенхам Хотспур
- ФА куп : 1980–81
- ФА Комјунити шилд : 1981 (заједнички) [2]